# Smithville (Nueva York)
Smithville es un pueblo ubicado en el condado de Chenango en el estado estadounidense de Nueva York. En el año 2000 tenía una población de 1.347 habitantes y una densidad poblacional de 10.3 personas por km².

## Geografía
Smithville se encuentra ubicado en las coordenadas 42°25′25″N 75°45′14″O / 42.42361, -75.75389.

## Demografía
Según la Oficina del Censo en 2000 los ingresos medios por hogar en la localidad eran de $35,972, y los ingresos medios por familia eran $37,361. Los hombres tenían unos ingresos medios de $28,867 frente a los $24,063 para las mujeres. La renta per cápita para la localidad era de $15,074. Alrededor del 9.7% de la población estaban por debajo del umbral de pobreza.